# Sempre en Galicia
Sempre en Galicia és un programa de ràdio en gallec emès setmanalment a Montevideo, Uruguai, per Radio Oriental. És el programa en gallec més antic, ja que la primera transmissió es va fer el 3 de setembre de 1950 i durant molts anys fou l'únic programa realitzat en gallec. Nasqué el 1950 per iniciativa de vuit gallecs residents a l'Uruguai: Manuel Meilán, Lois Tobío, Antón Crestar, Pedro Couceiro, Xesús Canabal, Emilio Pita, Manuel Leiras i Alfredo Somoza Gutiérrez. També varen col·laborar persones com Marisa Barrio, Cristina Samuelle o Iolanda Díaz Gallego.